# Schimbul columbian

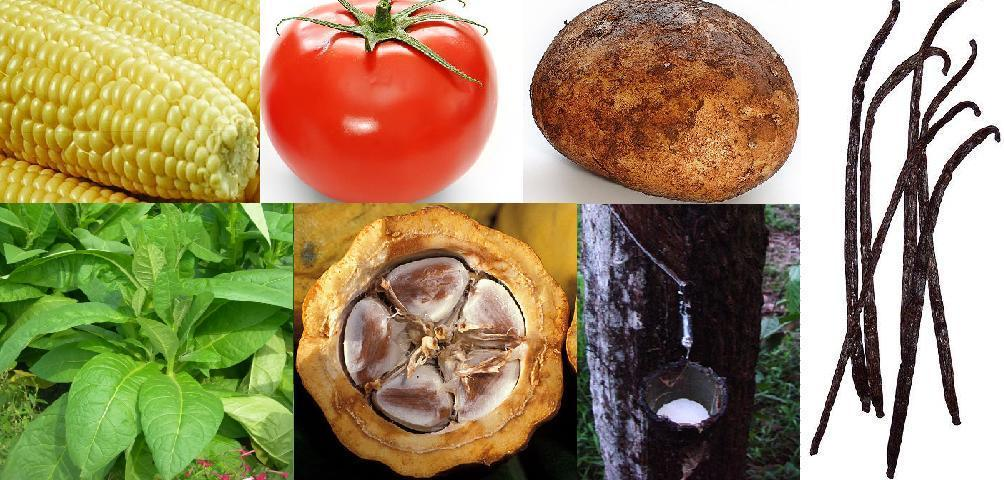
Plante native din Lumea Nouă. În sensul acelor de ceasornic, din stânga sus: 1. Porumb (Zea mays) 2. Roșie (Solanum lycopersicum) 3. Cartof (Solanum tuberosum) 4. Vanilie (Vanilla) 5. Arbore de cauciuc (Hevea brasiliensis) 6. Cacao (Theobroma cacao) 7. Tutun (Nicotiana rustica)

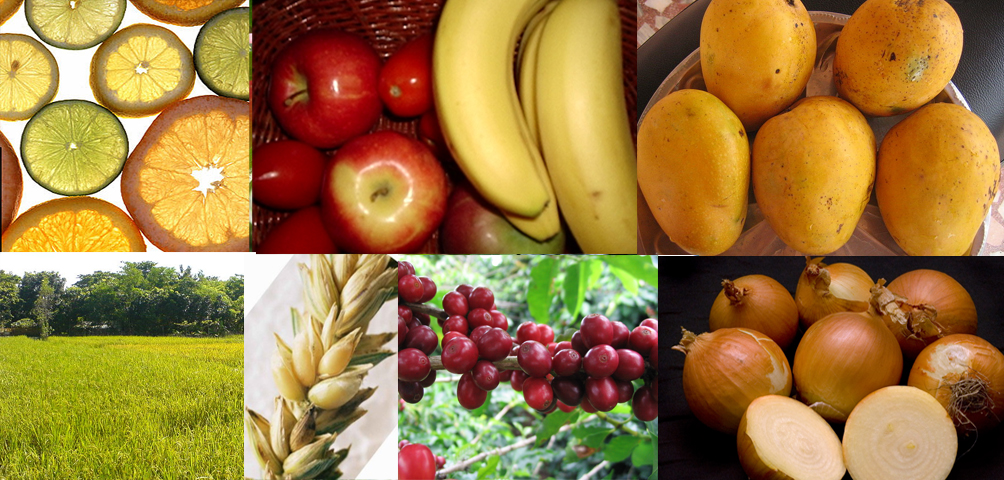
Plantele native din Lumea Veche. În sensul acelor de ceasornic, din stânga sus: 1. Citrice (Rutaceae); 2. Măr (Malus domestica); 3. Banană (Musa); 4. Mango (Mangifera); 5. Ceapă (Allium); 6. Cafea (Coffea); 7. Grâu (Triticum spp); 8. Orez (Oryza sativa)

Schimbul columbian, cunoscut și sub denumirea de Marele schimb (columbian), numit după Cristofor Columb, a reprezentat transferul pe scară largă a plantelor, animalelor, culturii, populației umane, tehnologiei, bolilor și ideilor între America, Africa de Vest și Lumea Veche în secolele al XV-lea și al XVI-lea. Se referă, de asemenea, la colonizarea și comerțul european după călătoria din 1492 d.C. a lui Cristofor Columb. Speciile invazive, inclusiv bolile transmisibile, au fost un produs secundar al schimbului columbian. Schimbările în agricultură au modificat semnificativ și au schimbat populațiile globale. Cea mai importantă influență imediată a schimbului columbian a fost schimburile culturale și transferul de oameni (atât liberi, cât și înrobiți) între continente. 
Noul contact între populația globală a circulat o mare varietate de culturi și animale, ceea ce a susținut creșteri ale populației în ambele emisfere, deși bolile au provocat inițial scăderi drastice ale numărului de popoare indigene din America. Comercianții s-au întors în Europa cu porumb, cartofi și roșii, care au devenit culturi foarte importante în Europa până în secolul al XVIII-lea. 
Termenul a fost folosit pentru prima oară în 1972 de către istoricul american Alfred W. Crosby în cartea sa de istorie ecologică The Columbian Exchange. A fost rapid adoptată de alți istorici și jurnaliști și a devenit cunoscută pe scară largă.  

## Boli
[Desene aztece din sec. 16 cu victimele variolei]

## Robie africană
[Robi lucrând la o plantație din Virginia, zugrăvită la 1670]

## Consecințe

### Semănături
[Terasamente din era incașă de pe insula Taquile sunt utilizate pentru a cultiva produse de bază andine tradiționale, cum ar fi quinoa și cartofi, alături de grâu, un element european introdus.]

### Șeptel
[Precolumbienii au învățat să utilizeze caii pentru a vâna bizoni americani, extinzând dramatic terenul lor de vânătoare.]

### Schimb cultural
[Evanghelizarea Mexicului]

## Exemple de organisme
Transferuri postcolumbiene de organisme autohtone în strânsă relație cu omul (sfârșitul sec. 15 – sec. 20):
| Tipul organismului    | De la Afro-Eurasia la America | De la America la Afro-Eurasia |
| --------------------- | --- | --- |
| Dobitoace domesticite | - Streptopelia risoria - mâța (domesticită – câteva specii sălbatice sunt deja prezente) - dromader (sec. 18–20) - bovine (ce vor fi folosite pentru carne, produse lactate și pentru tras plugul sau căruța) - găina - măgar - rață (rațele domesticite din Lumea Veche se trag din rața mare sălbatică, în comparație cu rața leșească din America de Nord) - capră (caprele Lumii Vechi, genus Capra, sunt deosebite de capra de munte a Lumii Noi, genus Oreamnos; vor fi folosite ca sursă de carne și de lapte, mai ales în zona Caraibelor) - gâscă domesticită (speciile de gâscă din Lumea Nouă erau deja, dar gospodăriile mai doreau ca gâștele să le dea ouă, în afară de carne) - bibilică - albina de miere (varianta europeană – alte specii sălbatice și domesticite există deja) - Mesocricetus auratus - calul (tehnic, reintrodus după ce-a dispărut din America de Nord) - catâr - Cyprinus rubrofuscus - struț - porc - Columba livia domestica - prepeliță domestică (speciile europeană (Coturnix coturnix) și niponă (Coturnix japonica)) - iepure (domestic) - oaie (numai cea domestică. Oile sălbatice cu coarne nu trăiesc la răsărit de fluviul Mississippi și nu vor fi descoperite până ce cea mai mare parte din marele schimb va fi împlinit) - bivol indian - Bos grunniens - zebu | - alpaca - vizonul - cobai - lamă - Chinchilla lanigera - papagali din Lumea Nouă (ținuți ca animale de companie) - rața leșească - curcanul (subspecia mexicană Meleagris gallopavo gallopavo.) |
| Alte dobitoace        | - fazan - lebăda cucuiată - păun (Florida) | - gâsca canadiană (evadată din menajeriile celor înstăriți) - Oxyura jamaicensis |
| Plante cultivate      | - Vigna angularis - migdal - aloe vera - anason - măr - cais - sparanghel - baobab - banana (și Musa paradisiaca) - orz - busuioc - sfecla roșie - Vigna unguiculata, subspecia unguiculata - Brassica oleracea – legume derivate: - broccoli - varza de Bruxelles - varză - conopidă - viridis L. - sabellica L. - gulie - rapiță - arborele de pâine (adus din Asia în Caraibe) - bob - Cannabis (și cânepă) - morcov - țelină - cireș - năut - scorțișoară (nu numai speciile din Ceylon, dar și cele din China și Asia de S-E) - citrice (portocală, lămâi etc.) - cocotier (adus din Asia în Caraibe) - cafea - smochin (există multe alte specii de Ficus genus, însă primii exploratori nu știau de existența lor sau că erau comestibile, decât mai târziu.) - coriandru - castravete - chimion - vânătă - Elaeis (ulei de palmier) - fenicul - Eleusine coracana - Setaria italica - in - usturoi - ghimbir - cătina de garduri - strugure (specii sălbatice sunt deja în America de Nord, însă nu cele de vin) - alun - hamei - Artocarpus heterophyllus (adus din Asia în Caraibe) - kiwi - nuci de kola (Cola acuminata și Cola nitida) - praz - linte - lăptucă - nucșoară - manghier - Garcinia mangostana - pepene (harbuz, cantalup, honeydew etc.) - mei - izma bună - Momordica charantia (pepene amar) - Vigna radiata - ovăz - bamă - măslin - ceapă - macul de opiu - busuioc de pădure - păstârnac - mazăre - piersic - păr - Pennisetum glaucum - kaki (numai specia asiatică) - fistic - prun (specie cultivată pentru hrană adusă numai din Asia) - rodie - ridiche - zmeur - orez - rozmarin - secară - salvie - susan - sorg - soia - spanac - trestie de zahăr și sfeclă de zahăr - Tamarindus indica - Colocasia esculenta - zerdiceaf - nap - nuc (varietăți comerciale) - grâu - ignamă | - Euterpe oleracea - Diospyros virginiana (ornamental) - Annona glabra - Annona reticulata - agave - ienibahar - amarant (sub formă de granule) - Bixa orellana - Arracacia xanthorrhiza - Maranta arundinacea - avocado - Prunus serotina - Juglans nigra (folosit ca lemn de construcție și ca ornament) - coacăze (varietăți comerciale) - Bertholletia excelsa - Calathea allouia - Canna indica - capsicum (ardei gras și ardei iute) - caju - manioc - Sechium edule - Annona cherimola - chia - frunza de coca (familia Erythroxylaceae) - boabele de cacao - bumbacul (specia cu fibre lungi) - Vaccinium, subgrupul Oxycoccus (specia Vaccinium macrocarpon) - Cucurbita (mai multe tipuri de dovleac): - Cucurbita moschata - bostan - Cucurbita pepo var. turbinata - dovlecel - Eryngium foetidum (coriandru mexican) - Feijoa sellowiana - guarana - Psidium guajava - floarea-soarelui - topinamburul - Pachyrhizus erosus - porumb - mai multe specii de Magnolia (scop ornamental) - Manilkara zapota - Tropaeolum tuberosum - Opuntia ficus-indica - Oxalis tuberosa - papaya - Asimina triloba - fructul pasiunii (fructul și florile pentru grădină; mai multe specii) - alun de pământ - pecan - fasole (mai multe soiuri) - Physalis - ananas - Selenicereus undatus - cartof - quinoa - Quercus rubra (cherestea și ornament) - cauciuc - Sassafras - Annona muricata - Stevia rebaudiana - căpșun (varietăți comerciale) - Annona squamosa - Acer saccharum - batat - Solanum betaceum - tutun - roșie - Physalis philadelphica și Physalis ixocarpa - Ullucus - vanilie - Zizania palustris (specie de orez din Texas, anuală și nordică) - Ilex paraguariensis - Yucca |
| Fungi cultivate       | - Agaricus bisporus - Auricularia polytricha - Flammulina velutipes - Pleurotus (unele varietăți) - Rhizopus oligosporus - Lentinula edodes - Tremella fuciformis - trufă | - huitlacoche - Pleurotus (unele varietăți) |
| Boli infecțioase      | - ciuma bubonică - vărsat de vânt - holeră - difterie - gonoree - gripă - lepră - malarie - rujeolă - oreion - pojărel - scarlatină - variolă - tuberculoză - febră tifoidă - tifos - tuse măgărească - framboesie - febră galbenă | - boala Chagas - pinta sau azul - sifilis (controversat) |